# Figura (Bürostuhl)

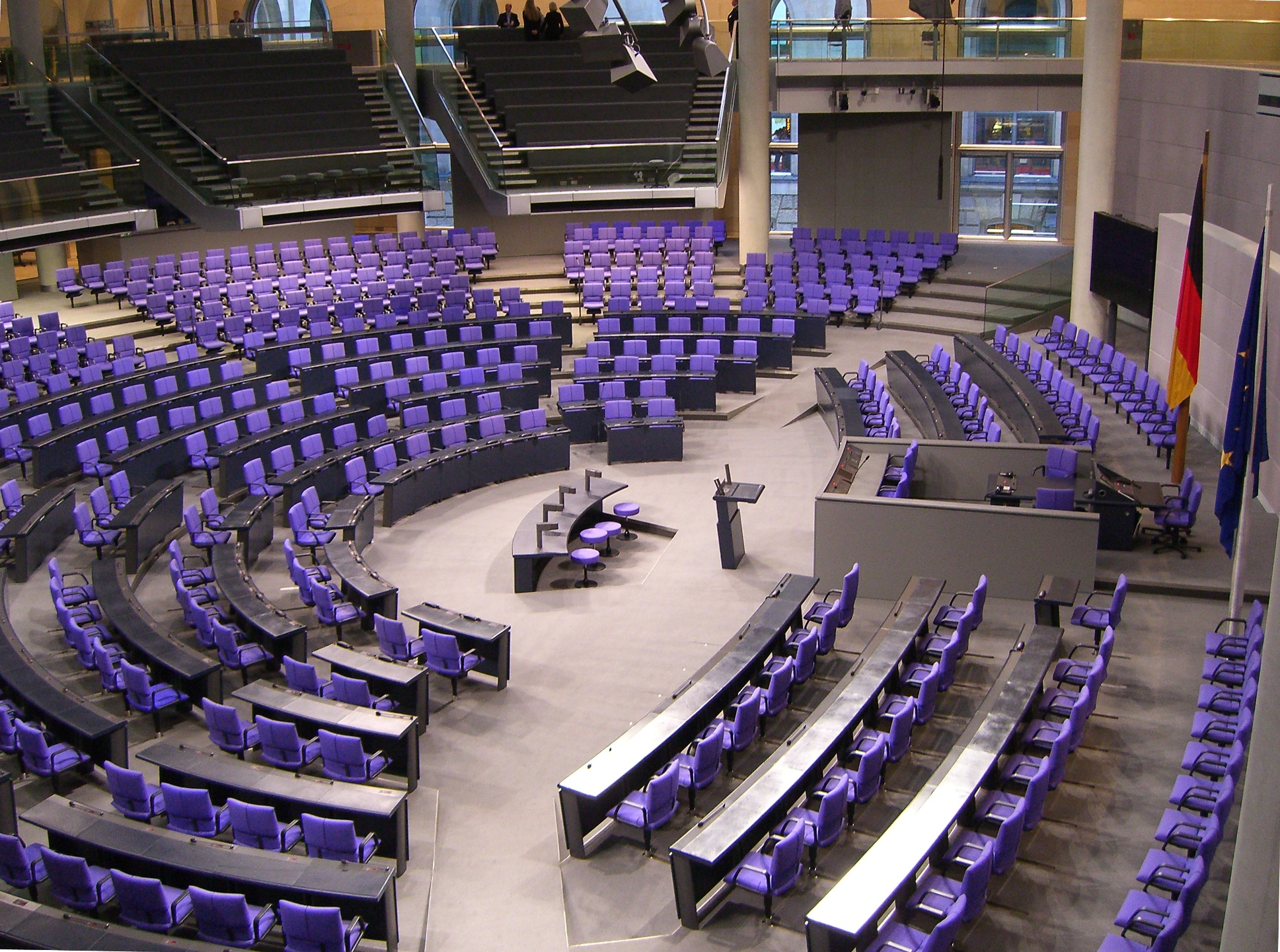
Figura in Reichstags-Blue als Bestuhlung im Plenarsaal des Deutschen Bundestags, 2010

Figura ist ein 1984 von dem italienischen Designer und Architekten Mario Bellini und seinem Mitarbeiter Dieter Thiel für die Schweizer Vitra AG entworfener Bürodrehstuhl. Der Stuhl wurde von 1992 bis 1999 in einer Sonderausführung für die Bestuhlung des Neuen Plenarsaals des Deutschen Bundestags im Bonner Bundeshaus genutzt. Im Rahmen der Umgestaltung des Berliner Reichstagsgebäudes wurde er auch dort eingebaut. Für die im Reichstag verwendeten Stühle wählte der britische Architekt Norman Foster die markante Sonderfarbe Reichstags-Blue, die er sich markenrechtlich schützen ließ und die seitdem das Erscheinungsbild des Plenarsaals bestimmt.

## Beschreibung

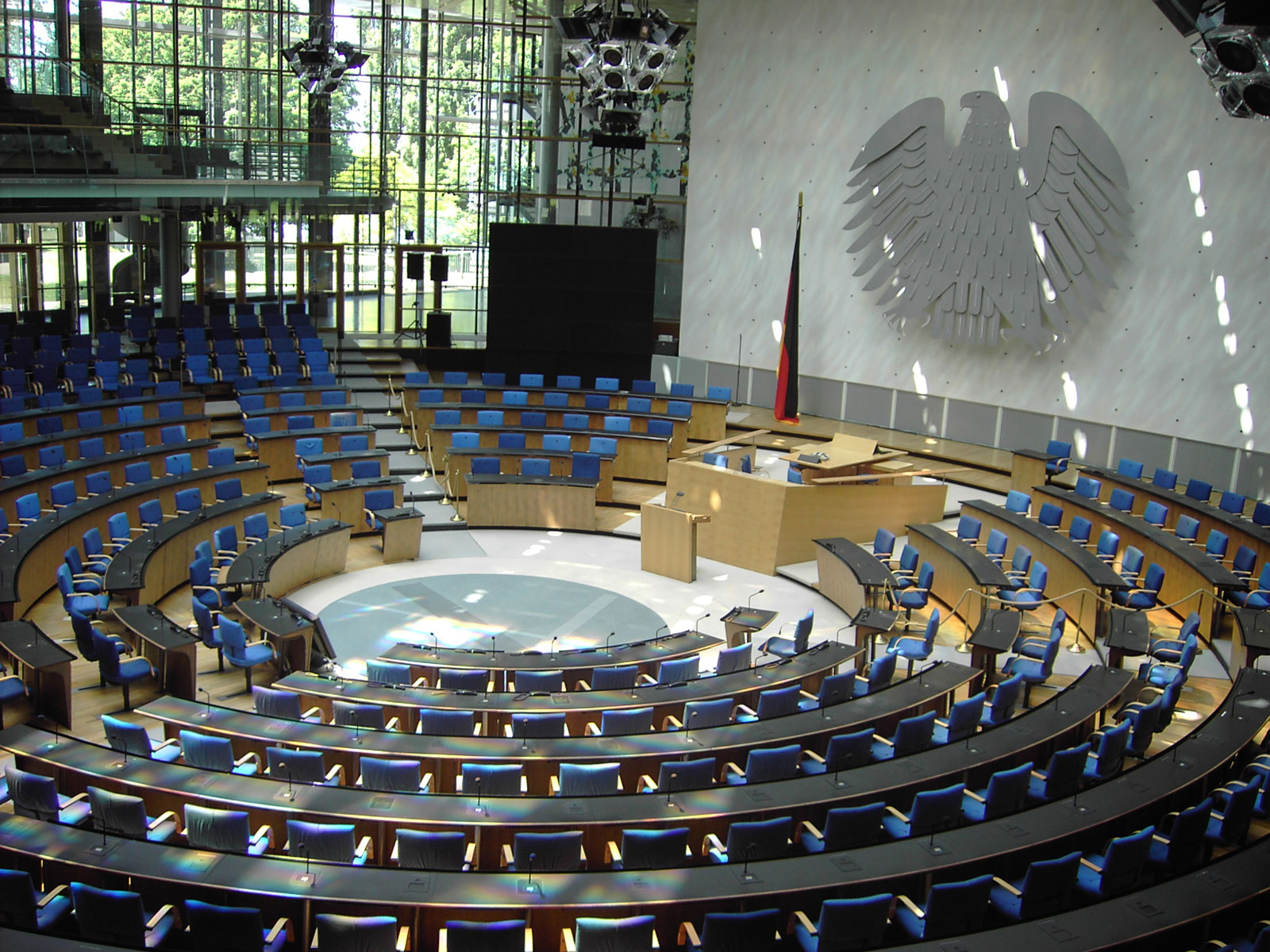
Bestuhlung im Neuen Plenarsaal, Bonn, die linken Stühle lassen die Führungsschienen am Boden erkennen, 2005

Der Figura ist ein Bürodrehstuhl auf einem Untergestell aus Aluminium und Stahl mit fünf Rollen in der Standardausführung. Die Sitzfläche und die Rückenlehne bestehen aus Sperrholz, das mit Polyesterfasern der Marke Trevira CS gepolstert ist. Darauf ist ein Bezug aus Leder oder Textilgewebe aufgebracht. Der Stuhl hat eine Höhe von neunzig Zentimeter bis zur Oberkante der Rückenlehne und eine Breite und Tiefe von jeweils siebzig Zentimeter. Seitlich sind bügelförmige Armlehnen angebracht, die aus unterschiedlichen Materialien bestehen können.

## Geschichte
Von 1979 bis 1984 entwarfen der italienische Designer Mario Bellini und sein Mitarbeiter Dieter Thiel mehrere Bürostühle für den Schweizer Möbelhersteller Vitra AG. Dazu gehörten die 1984 vorgestellten Bürodrehstühle Persona und Figura. Seinerzeit war die Gestaltung von Bürostühlen allgemein darauf ausgerichtet, dem Kunden eindringlich die Vielzahl der Einstellmöglichkeiten vor Augen zu führen. Mit ihren beiden Entwürfen knüpften Bellini und Thiel an Bellinis frühere Entwürfe für Bürotechnik von Olivetti an, in denen er den Produkten ein ansprechendes und weniger maschinenartiges Design gegeben hatte.
Der Figura baut auf dem Bürostuhl Vitramat im Sortiment von Vitra auf. Bellini und Thiel gaben ihrem Entwurf durch eine neu gestaltete Polsterung eine elegante Erscheinung. Die eingeschnürte Taille der Rückenlehne hat ein Vorbild in dem 1965 von Bellini für die Cassina S.p.A. entworfenen Sessel 932 Quartet, dessen vier Elemente Sitzfläche, Seitenlehnen und Rückenlehne scheinbar durch einen breiten Gurt zusammengehalten werden. Figura wirkt jedoch im Vergleich mit der von der Pop Art beeinflussten Form des 932 wesentlich schlichter. Die Polsterung kann zum Reinigen oder zum Wechseln der Farben abgenommen werden. Der Stuhl wurde sowohl einfarbig, wie die späteren Bestuhlungen der Plenarsäle des Deutschen Bundestags, als auch in kontrastierenden Farben des Gurtes und der Sitzfläche und Rückenlehne angeboten.

## Ausführungen für den Deutschen Bundestag

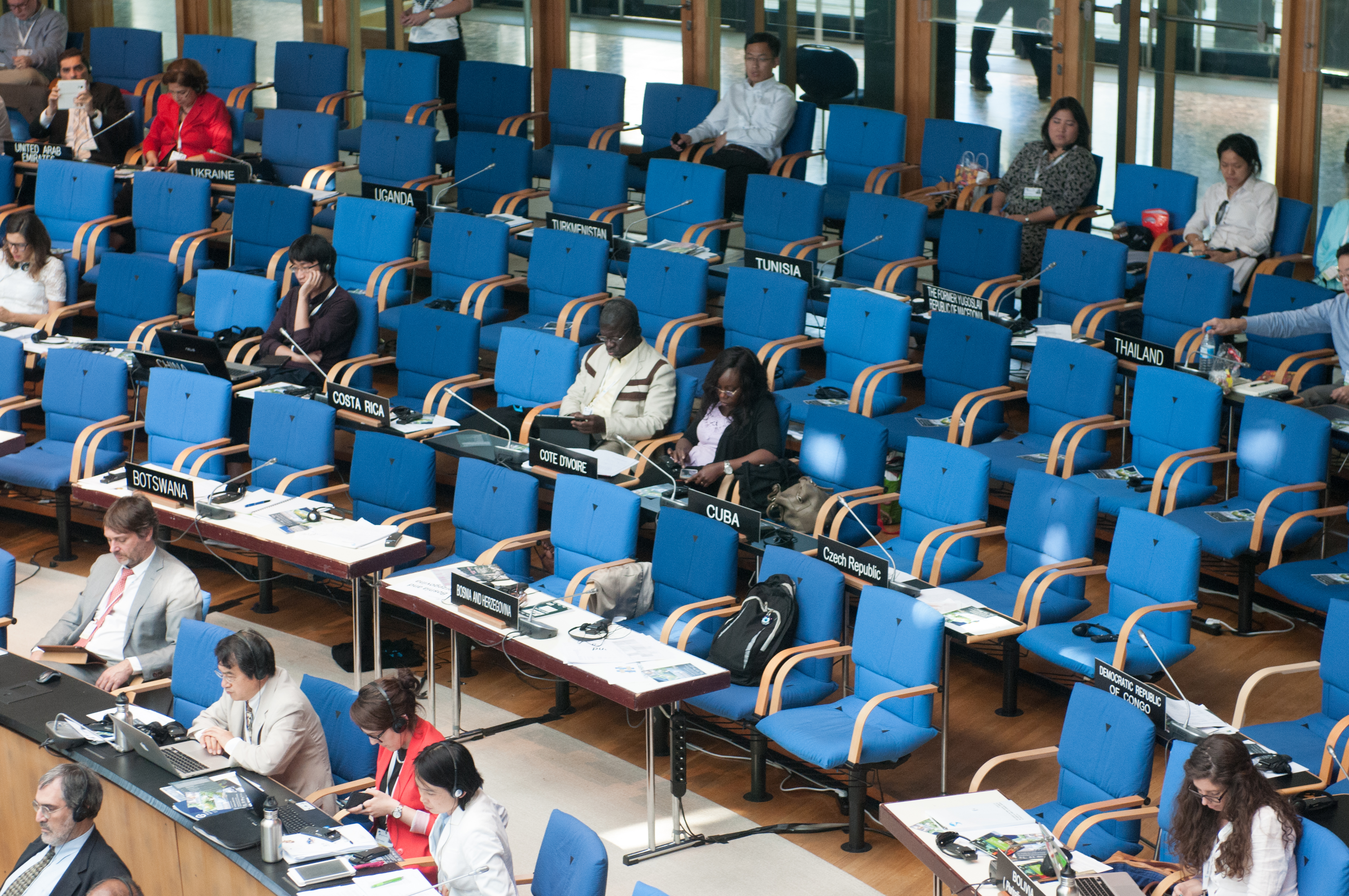
Neuer Plenarsaal, 2015

### Neuer Plenarsaal des Deutschen Bundestags
Im Oktober 1992 wurde der Neue Plenarsaal im Bonner Bundeshaus seiner Bestimmung übergeben. Die Bestuhlung wurde mit Bürostühlen Figura realisiert, die drehbar auf Säulen angebracht sind. Die ersten sechs Reihen der in einem Kreis angeordneten Abgeordnetenplätze haben ein Pult, und die dazu gehörenden Stühle können auf Schienen im Boden nach vorne und hinten bewegt werden. Bei den hinteren Plätzen ohne Pult sind die Stühle drehbar in einer im Boden verankerten Hülse gelagert. Der Bezug wird allgemein als Königsblau bezeichnet und sollte in der damaligen politischen Landschaft mit CDU/CSU, SPD, FDP und Bündnis 90/Die Grünen deren „politische Farben“ schwarz, rot, gelb und grün vermeiden. Die Farbe ähnelt dem hellen Ton des englischen Royal Blue. Die Armlehnen sind aus hellem Holz gefertigt. Der Neue Plenarsaal einschließlich der Innenausstattung steht unter Denkmalschutz, so dass die Bestuhlung bis heute erhalten ist.

### Plenarsaal im Reichstag

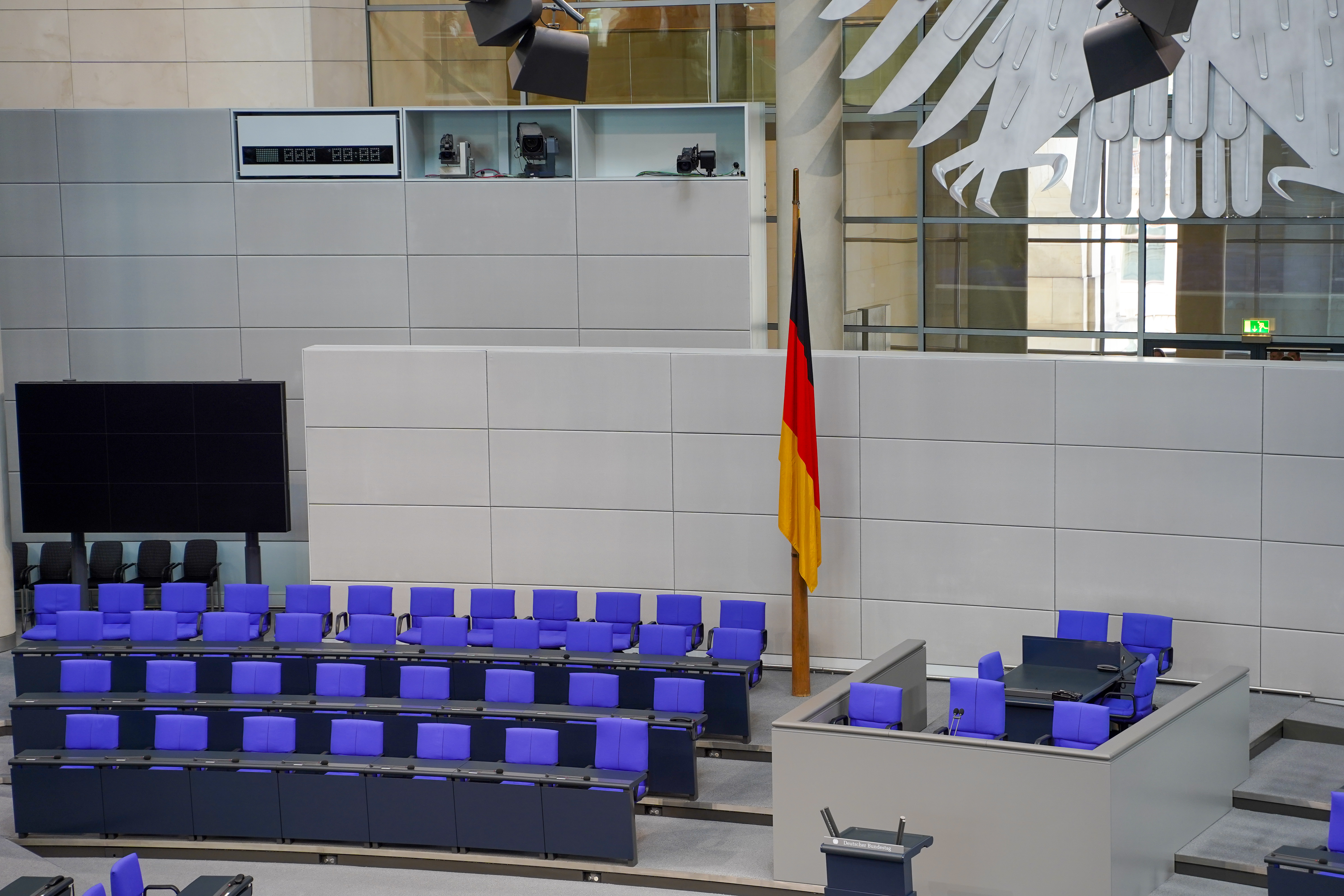
Regierungsbank (links) und Präsidium, die Stühle des Bundeskanzlers und des Bundestagspräsidenten mit höherer Rückenlehne, 2019

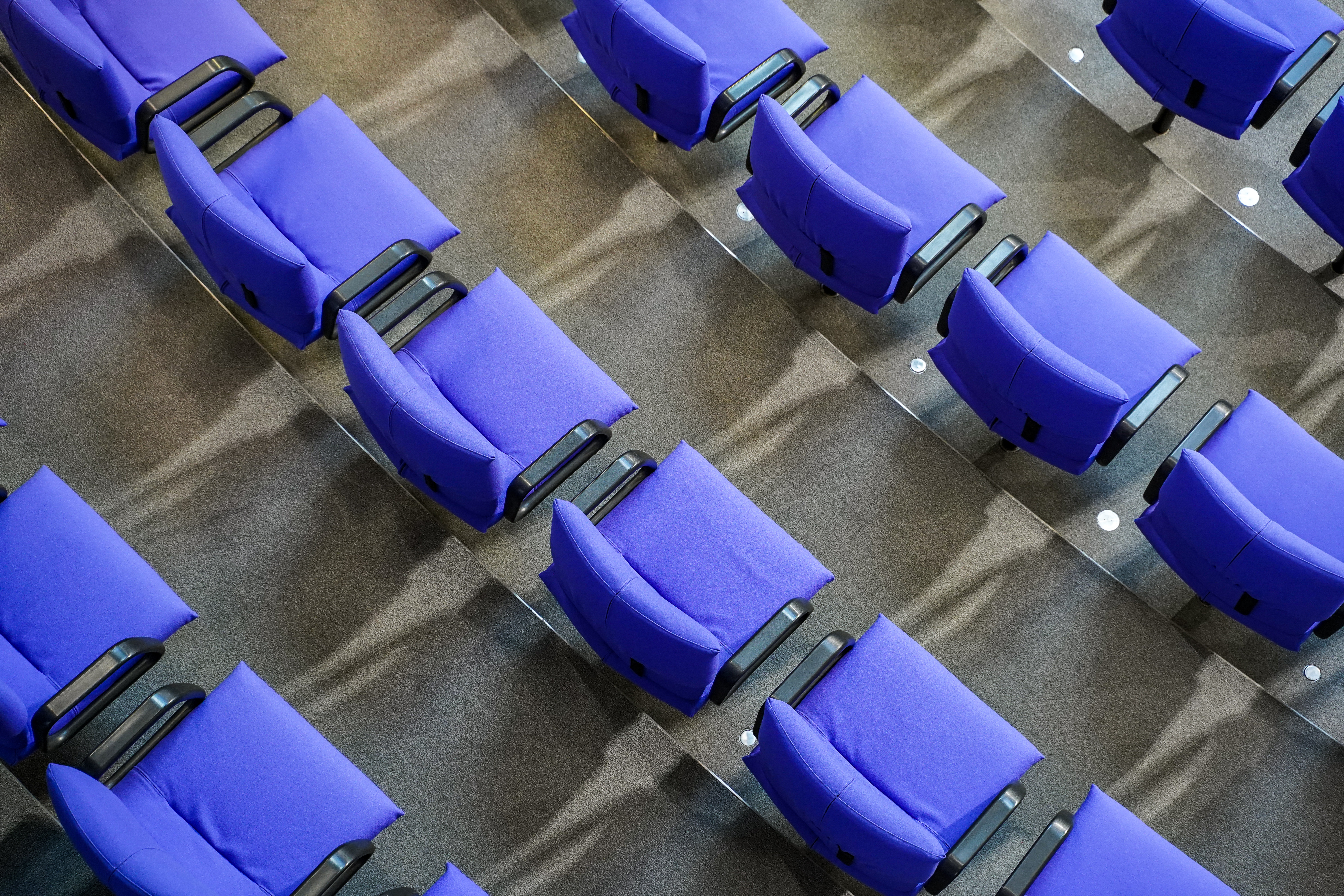
Bestuhlung des Plenarsaals von oben, 2019

Der britische Architekt Norman Foster entwarf für das Reichstagsgebäude einen Plenarsaal, der überwiegend in hellem Grau gehalten war. Neben dem Teppich, den Pfeilern aus Sichtbeton und der teilweise mit Stoff bespannten Rückwand des Präsidiums sollte auch die Bestuhlung mit grauem Textil bespannt sein. Zudem wollte Foster Stühle in anderer Form und von einem anderen Hersteller einsetzen. Die Frage der Farbgebung war besonders umstritten. Der SPD-Abgeordnete Peter Conradi, selbst Architekt,  kritisierte die von Foster vorgeschlagene Farbgebung: „Graue Männer mit grauen Haaren in grauen Anzügen auf grauen Sesseln vor grauen Tischen auf grauem Teppich und rundherum graue Wände – wen packt da nicht das Grauen.“ Fosters Entwurf und mehrere Alternativen mit Stühlen in verschiedenen Formen und Farben und von verschiedenen Herstellern wurden schließlich auf einem Testfeld aufgebaut. Die vom Ältestenrat eingesetzte Planungs- und Baukommission des Bundestages, die damalige Bundestagspräsidentin Rita Süssmuth und Bundeskanzler Helmut Kohl begutachteten die Lösungen. Fosters Entwurf wurde zugunsten der schon im Neuen Plenarsaal in Bonn bewährten Stühle Vitra Figura abgelehnt.
Der dänische Designer und Künstler Per Arnoldi war 1996 in Reaktion auf die Kritik des Bauherrn von Foster hinzugezogen worden, um für den Reichstag ein Farbkonzept zu entwickeln. Primär bestand seine Aufgabe darin, für die aus akustischen Gründen im unteren Wandbereich der Sitzungssäle angebrachten Holzpaneele mit lamellenartiger Oberflächenstruktur, die Türen und andere von Foster in Grau geplante Oberflächen Lackierungen vorzuschlagen. Aus den Farben Arnoldis wählte Foster für die Bestuhlung einen leicht ins Violette spielenden tiefblauen Farbton, dem er den Namen Reichstags-Blue gab. Die in der Form unveränderten Armlehnen sind nun von schwarzem Kunststoff überzogen. Das kräftige Blau sollte im Plenarsaal sowohl mit den Naturstein-Oberflächen als auch mit den zahlreichen Grautönen der Wände, Bodenbeläge und Tische harmonieren. Eine bedeutende Erwägung war die Tauglichkeit für Fernsehaufnahmen und -übertragungen. Die Entscheidung über die von Arnoldi vorgeschlagenen zwölf kräftigen Farben, einschließlich der Farbe der Bestuhlung, fiel im März 1998 im Einvernehmen mit der Baukommission.
Die Innenausstattung des Reichstags ist Bestandteil von Norman Fosters Umgestaltung. Foster vertritt die Auffassung, dass sie als Teil des von ihm geschaffenen Kunstwerks urheberrechtlich geschützt ist und dass jegliche Änderung bis hin zum Aufhängen von Bildern an den Wänden seiner Zustimmung bedarf. Auch die Bestuhlung und ihre Farbe ist Bestandteil des Vertrags, und Foster hat den Farbton Reichstags-Blue schützen lassen.
Die Ausführung der Stühle im Plenarsaal des Deutschen Bundestags weicht in einigen Punkten vom Standardmodell ab. Der Bezug besteht nach Angaben des Herstellers aus „hochwertigem und langlebigem Wollstoff“. 2016 kostete der Austausch der Bezüge der kompletten Bestuhlung 700.000 Euro. Die Stühle der Abgeordneten haben auch im Reichstag nur eine im Boden verankerte Säule. Die Stühle der ersten Reihen des Plenums, wo die Plätze mit Pulten ausgestattet sind, sind wie im Bonner Bundeshaus beweglich auf Schienen gelagert. Die Sitzflächen können ausgezogen werden, so dass auch beleibte Abgeordnete bequem sitzen können. Einige Stühle, wie die des Bundeskanzlers und der Bundestagspräsidentin, zeichnen sich durch eine höhere Rückenlehne aus. Die Stühle des Präsidiums sind auf Rollen frei beweglich. Wenn neben den vier Stenografenplätzen zwei weitere Arbeitsplätze aufgebaut werden, sind auch diese mit Bürodrehstühlen Figura auf Rollen ausgestattet. Die Arbeitsplätze der Stenografen sind lediglich mit runden Hockern mit einem Bezug in Reichstags-Blue ausgestattet. Die Bestuhlung kann im Einzelfall, namentlich für Abgeordnete im Rollstuhl, mit geringem Aufwand abgebaut werden.
Die Vitra AG produziert die Bürostühle für den Deutschen Bundestag in Weil am Rhein. Das Unternehmen gibt an, für die Erhaltung und Erweiterung der Bestuhlung „langfristige Vorkehrungen getroffen“ zu haben. Im Verkaufssortiment des Unternehmens ist der Figura nicht mehr enthalten.

## Preise und Auszeichnungen
Der Figura erhielt in den ersten zehn Jahren nach seiner Markteinführung mehrere Designpreise:
- Deutsche Auswahl des Design Center Stuttgart (1985, Bürostühle Persona und Figura für die Vitra AG);[7]
- Made in Germany Award (1985, Bürostühle Persona und Figura);[7]
- I.D. Magazine Award Annual Design Review (1985);[7]
- Resources Council Award (1986);[7]
- Red Dot Design Award for High Design Quality (1994).[7]